# Marine Observation Satellite 1
Il Marine Observation Satellite 1 (MOS-1), noto anche con l'acronimo Momo-1 è stato il primo satellite per telerilevamento giapponese. 
Fu lanciato il 19 febbraio 1987 su un N-II dal Centro spaziale di Tanegashima dall'agenzia spaziale nazionale NASDA.